# Mistrzostwa CONMEBOL w piłce nożnej plażowej
Mistrzostwa CONMEBOL w piłce nożnej plażowej (en. CONMEBOL Beach Soccer Championship) – rozgrywane co dwa lata wspólne mistrzostwa w piłce nożnej plażowej zespołów z Ameryki Południowej, będące turniejem kwalifikacyjnym do mistrzostw świata. W 2005 i 2007 mistrzostwa zostały zorganizowane wspólnie przez CONCACAF i CONMEBOL − w 2005 roku turniej nie był związany z kwalifikacją, w 2007 cztery najlepsze drużyny były uprawnione do gry w mistrzostwach świata. W 2006 oraz od 2008 roku, z powodu znacznej liczby drużyn z obu konfederacji, mistrzostwa organizowane są oddzielnie. Do 2009 roku turniej organizowany był co roku, od tego czasu, wraz ze zmianą terminów mistrzostw świata, co dwa lata. Trzy najlepsze drużyny uprawnione są do udziały w dalszych rozgrywkach.

## Mistrzostwa CONCACAF-CONMEBOL
| Rok            | Miejsce                              | Końcowy           | Końcowy | Końcowy    | Mecz o 3 miejsce  | Mecz o 3 miejsce | Mecz o 3 miejsce |
| Rok            | Miejsce                              | Mistrz            | Wynik   | Wicemistrz | Trzecie miejsce   | Wynik            | Czwarte miejsce  |
| -------------- | ------------------------------------ | ----------------- | ------- | ---------- | ----------------- | ---------------- | ---------------- |
| 2005 Szczegóły | Copacabana, Rio de Janeiro, Brazylia | Brazylia          | 5 – 2   | Urugwaj    | Stany Zjednoczone | 4 – 2            | Argentyna        |
| 2007 Szczegóły | Acapulco, Meksyk                     | Stany Zjednoczone | 4 – 3   | Urugwaj    | Argentyna         | 6 – 5            | Meksyk           |

### Medaliści
| Zespół            | Mistrzostwo | Wicemistrzostwo | Trzecie miejsce |
| ----------------- | ----------- | --------------- | --------------- |
| Stany Zjednoczone | 1 (2007)    | –               | 1 (2005)        |
| Brazylia          | 1 (2005)    | –               | –               |
| Urugwaj           | –           | 2 (2005, 2007)  | –               |
| Argentyna         | –           | –               | 1 (2007)        |

## Mistrzostwa CONMEBOL
| Rok            | Miejsce                   | Końcowy   | Końcowy | Końcowy    | Mecz o 3 miejsce | Mecz o 3 miejsce | Mecz o 3 miejsce |
| Rok            | Miejsce                   | Mistrz    | Wynik   | Wicemistrz | Trzecie miejsce  | Wynik            | Czwarte miejsce  |
| -------------- | ------------------------- | --------- | ------- | ---------- | ---------------- | ---------------- | ---------------- |
| 2006 Szczegóły | Macaé, Brazylia           | Brazylia  | 9 – 2   | Urugwaj    | Argentyna        | 2 – 0            | Wenezuela        |
| 2008 Szczegóły | Buenos Aires, Argentyna   | Brazylia  | 6 – 1   | Argentyna  | Urugwaj          | 5 – 1            | Wenezuela        |
| 2009 Szczegóły | Montevideo, Urugwaj       | Brazylia  | 10 – 1  | Urugwaj    | Argentyna        | 9 – 8            | Ekwador          |
| 2011 Szczegóły | Rio de Janeiro, Brazylia  | Brazylia  | 6 – 2   | Argentyna  | Wenezuela        | 5 – 2            | Kolumbia         |
| 2013 Szczegóły | Villa de Merlo, Argentyna | Argentyna | 6 – 2   | Paragwaj   | Brazylia         | 11 – 5           | Ekwador          |
| 2015 Szczegóły | Manta, Ekwador            | Brazylia  | 6 – 2   | Paragwaj   | Argentyna        | 11 – 5           | Ekwador          |

### Medaliści
| Zespół    | Mistrzostwo                      | Wicemistrzostwo | Trzecie miejsce      |
| --------- | -------------------------------- | --------------- | -------------------- |
| Brazylia  | 5 (2006, 2008, 2009, 2011, 2013) | –               | 1 (2013)             |
| Argentyna | 1 (2013)                         | 2 (2008, 2011)  | 3 (2006, 2009, 2015) |
| Urugwaj   | –                                | 2 (2006, 2009)  | 1 (2008)             |
| Paragwaj  | –                                | 2 (2013, 2015)  | –                    |
| Wenezuela | –                                | –               | 1 (2011)             |